# Szob
Szob (németül: Zopp an der Donau, szlovákul: Soba) város Pest vármegyében, a Szobi járás központja. Pest vármegye második legkisebb városa Visegrád után.

## Fekvése, földrajza
A Dunakanyarban, a Duna bal partján, az Ipoly torkolatánál fekszik, közvetlenül a szlovák határ mellett, több szempontból is igen előnyös földrajzi helyen.
A közvetlenül határos települések: észak felől Márianosztra, északkelet felől Kóspallag, kelet felől Nagymaros, délkelet felől Zebegény, dél felől a Duna túlpartján fekvő Pilismarót, nyugat felől a már Szlovákiához tartozó Helemba (Chľaba), északnyugat felől pedig Ipolydamásd.
Külterületi településrészei:
- Bőszob
- Csákhegy
- Malomkert
- Malomvölgy
- Vasúti őrházak
- Verbicdűlő[3]

### Megközelítése

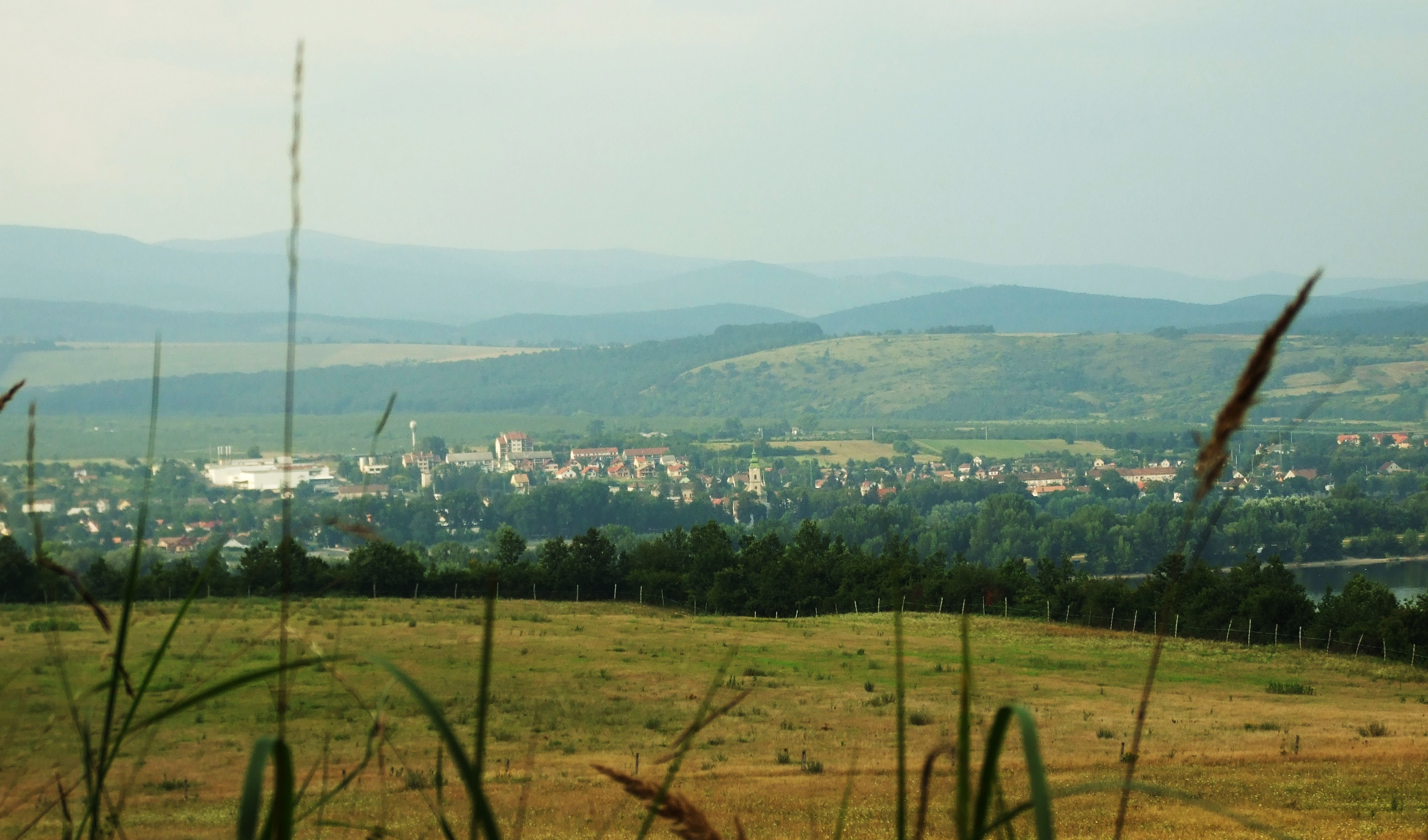

Legfontosabb közúti megközelítési útvonala a 12-es főút, amelynek végpontján érhető el Budapest és Vác irányából. A közeli Ipoly-parti településekkel az 1201-es út, Márianosztra–Kóspallag térségével pedig a 12 108-as út köti össze. Határszélét keleten érinti még a Zebegény-Márianosztra közti 12 107-es út is.
A Dunán sokáig kompjárat kapcsolta össze Pilismarót Basaharc nevű településrészével és azon át a 11-es főúttal; a kompot szobi oldalról a 12 127-es, majd a 12 311-es, Pilismarót felől pedig a 11 325-ös számú mellékút szolgálta ki.
A hazai vasútvonalak közül a MÁV 70-es számú Budapest–Szob-vasútvonala érinti. Szob vasútállomás egyúttal nemzetközi vasúti határátkelő is Szlovákia felé. A forgalmas állomás az Ipoly torkolata és kisváros központja között, az utóbbi déli oldalán helyezkedik el. A közúti elérését a 12 127-es út teszi lehetővé. Az állomás épülete és a Sávoly híd között indul Márianosztrán át Nagybörzsönybe a keskeny nyomközű Szob–Nagybörzsöny erdei vasút.

## Történelem
Először Kézai Simon 1280-as krónikájában olvasható a település neve. Akkori neve Terra Sob volt.
A török időkben a település népessége erősen megfogyatkozott, de a 18. században Nyitra környékéről szlovákok települtek be.
1923-ig Hont vármegyéhez tartozott, 1923 és 1938 között Nógrád és Hont k.e.e. vármegyéhez, 1938 és 1945 között Bars és Hont k.e.e. vármegyéhez, 1945 és 1950 között Nógrád-Hont vármegyéhez tartozott, és az 1950-es megyerendezéskor csatolták Pest megyéhez.
A települést 2000-ben várossá nyilvánították.

## Közélete

### Polgármesterei
- 1990–1994: Remitzky Zoltán (független)[6]
- 1994–1998: Remitzky Zoltán (független)[7]
- 1998–2002: Remitzky Zoltán (független)[8]
- 2002–2006: Remitzky Zoltán (független)[9]
- 2006–2010: Remitzky Zoltán (független)[10]
- 2010–2011: Szőke István (független)[11]
- 2012–2014: Remitzky Zoltán (független)[12]
- 2014–2019: Ferencz Gyöngyi (független)[13]
- 2019–2024: Ferencz Gyöngyi (független)[14]
- 2024– : Ferencz Gyöngyi (független)[1]

A településen 2012. március 25-én időközi polgármester-választást (és képviselő-testületi választást) tartottak, az előző képviselő-testület önfeloszlatása miatt. A választás három jelöltje között a hivatalban lévő városvezető is elindult, de csak a második helyet érte el, a győztes az elődje lett. A polgármesteri széket azonban nem foglalhatta el, mert az Országos Választási Bizottság a 2012. március 25-i időközi polgármester-választás eredményét megsemmisítette és elrendelte a szavazás megismétlését. Erre 2012. április 22-én került sor: ekkor kicsivel magasabb volt a választói aktivitás mértéke és már csak két jelölt indult el, ez a helyzet pedig a korábbival lényegileg egyező eredményt szült, ismét Remitzky Zoltán győzelmét hozva.

## Népesség
A település népességének változása:
| Lakosok száma | 2806 | 2798 | 2545 | 2483 | 2501 | 2491 |
|               | 2013 | 2014 | 2021 | 2022 | 2023 | 2024 |

A 2011-es népszámlálás során a lakosok 85,2%-a magyarnak, 0,9% németnek, 0,2% románnak, 0,3% szlováknak mondta magát (14,8% nem nyilatkozott; a kettős identitások miatt a végösszeg nagyobb lehet 100%-nál). A vallási megoszlás a következő volt: római katolikus 46,8%, református 5,3%, evangélikus 1,4%, görögkatolikus 0,3%, felekezeten kívüli 12,1% (33,2% nem nyilatkozott).
2022-ben a lakosság 92,5%-a vallotta magát magyarnak, 0,7% németnek, 0,3% cigánynak, 0,2% románnak, 0,1-0,1% szlováknak, ukránnak és örménynek, 3,4% egyéb, nem hazai nemzetiségűnek (7,4% nem nyilatkozott; a kettős identitások miatt a végösszeg nagyobb lehet 100%-nál). Vallásuk szerint 41,1% volt római katolikus, 5,8% református, 1,4% evangélikus, 0,5% görög katolikus, 0,4% egyéb keresztény, 0,6% egyéb katolikus, 13,3% felekezeten kívüli (36,4% nem válaszolt).

## Gazdaság
A Szobi Szörp Rt. gyára a környéken termesztett bogyósgyümölcsöket, főként a málnát dolgozta fel, majd szörp, illetve gyümölcslé formájában forgalmazta. A gyár 2007-ben bezárt. A gyümölcsleveket azóta a Kecskemét melletti Nyárlőrincen gyártják.

## Látnivalók
- Gregersen-kastély
- Luczenbacher-kastély. Ma a helyi gimnázium fiúkollégiumaként és lazarista rendházként üzemel.
- Börzsöny Múzeum – A Börzsöny élővilágát, néprajzát és régészeti, történeti leleteit mutatja be. Az Ipoly-völgy népviselete, kerámiatárgyak és parasztbútorok tekinthetők meg.
- Római katolikus Szent László-templom
- Nepomuki Szent János szobor
- Kálvária-domb, dunai és zebegényi kilátással
- Szob–Nagybörzsöny erdei vasút Márianosztrán át
- Duna-Ipoly torkolat
- Sávoly híd
- Luczenbacher-temetőkápolna

## Képgaléria

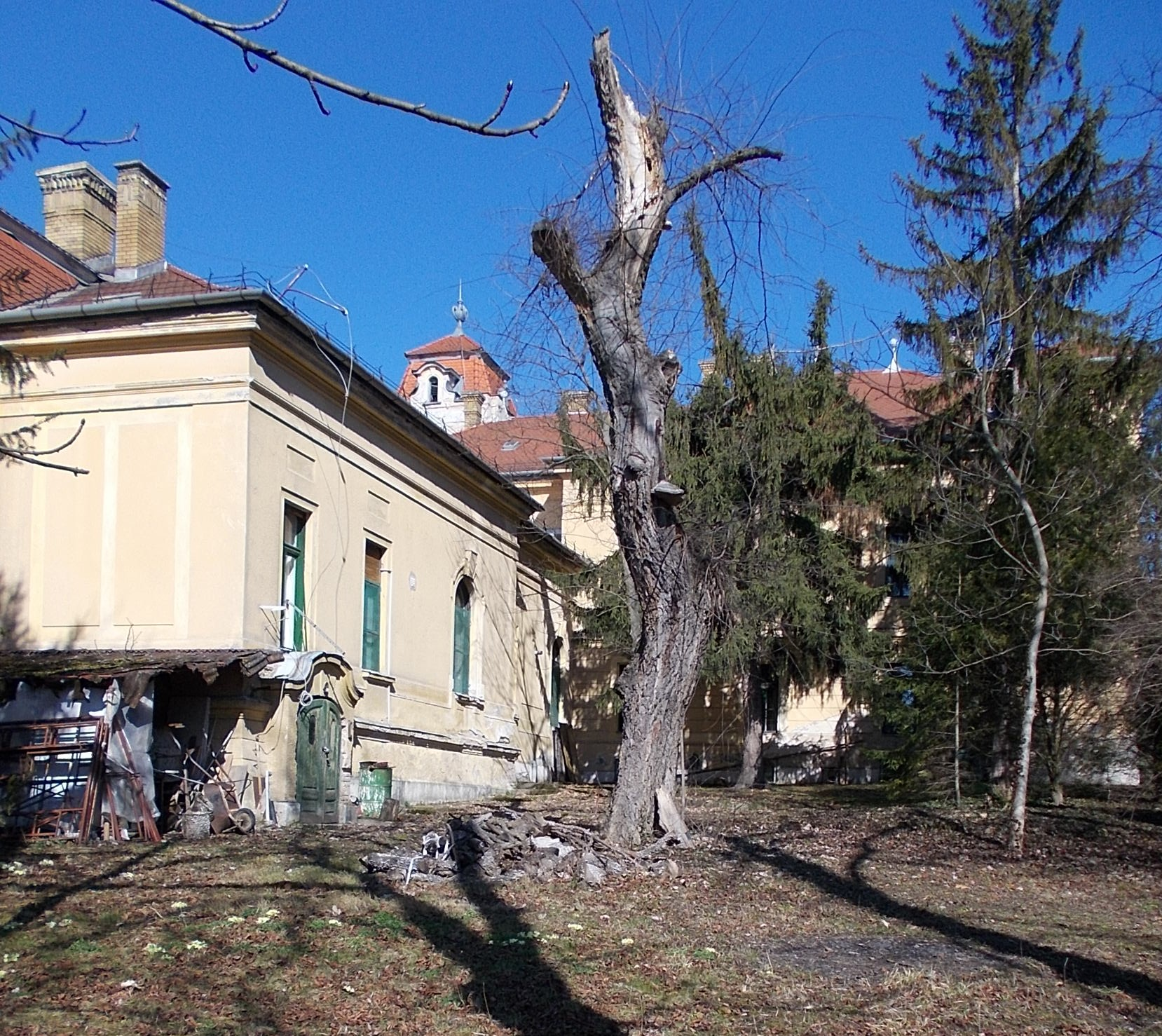
A Luczenbacher-kastély
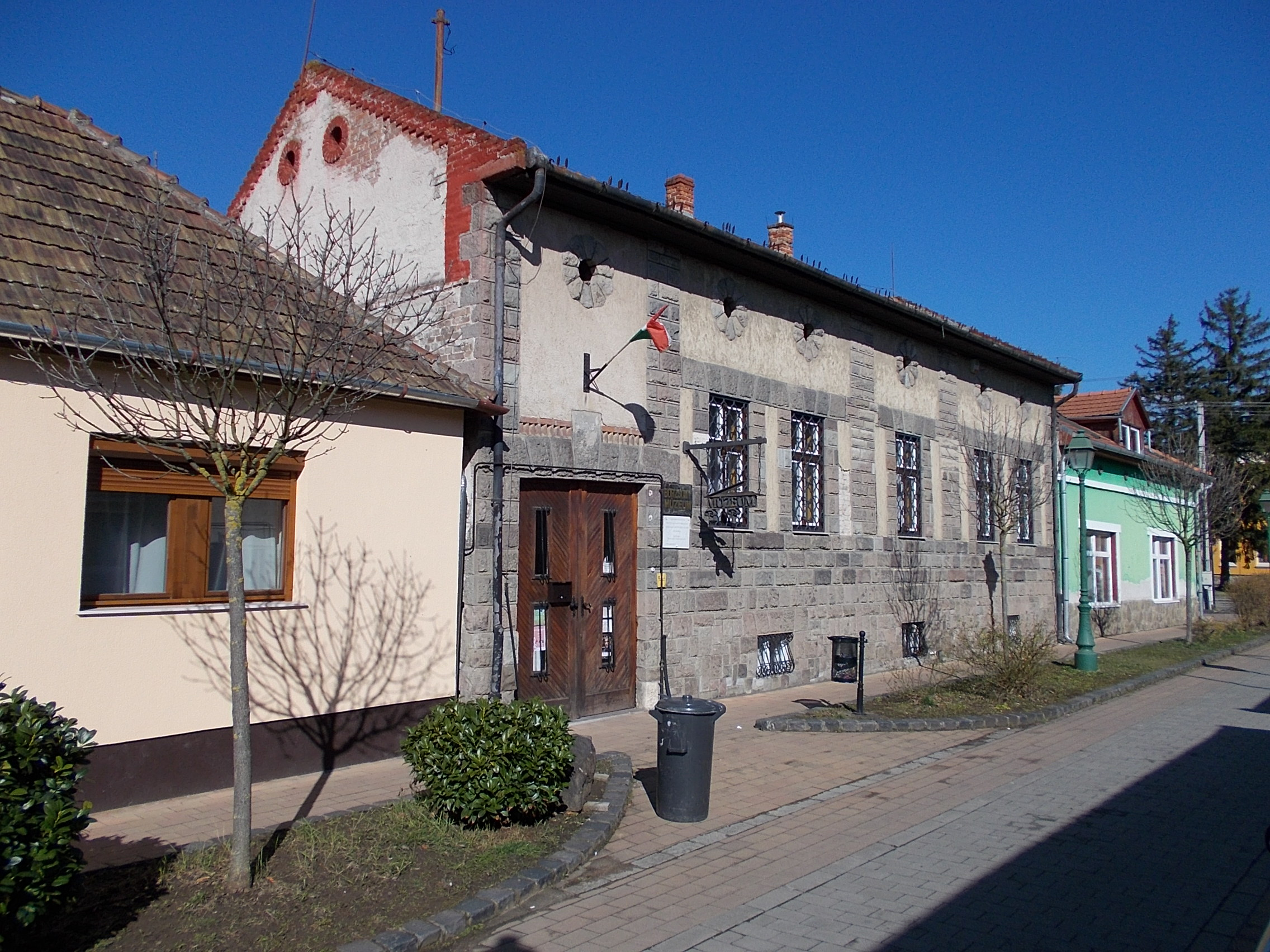
A Börzsöny Múzeum
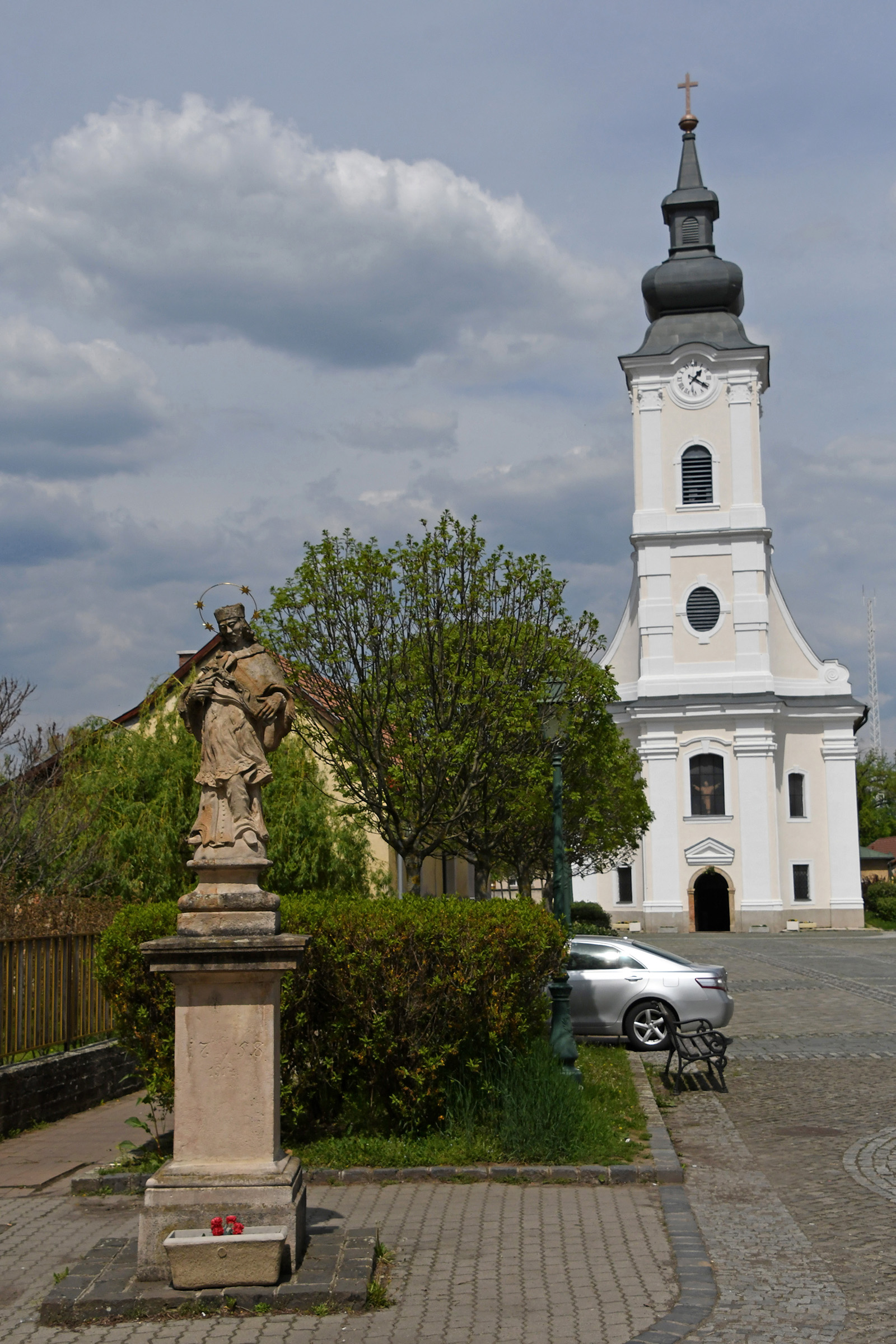
Nepomuki Szent János-szobor és a római katolikus Szent László-templom
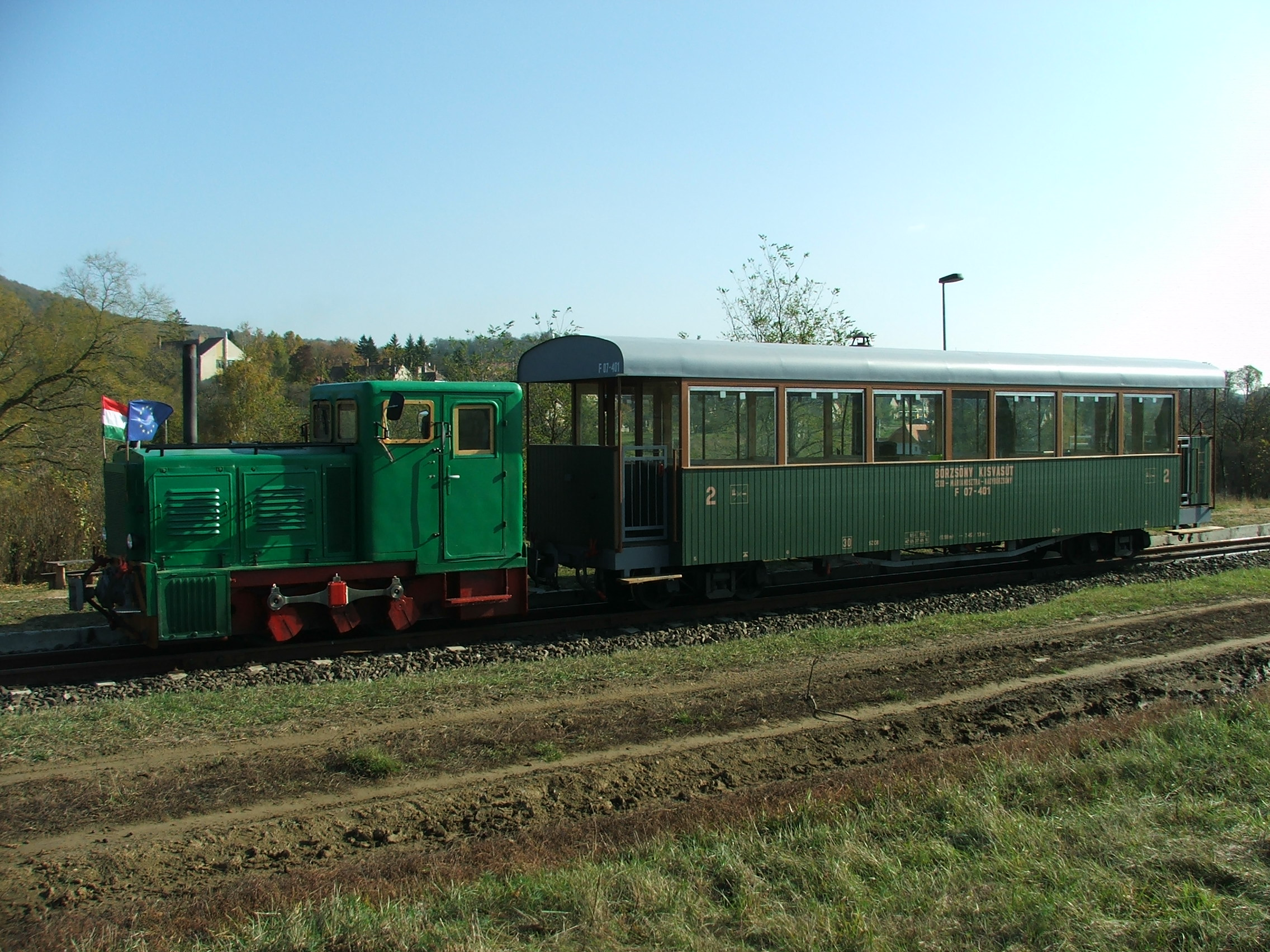
A Szob-Nagybörzsöny erdei vasút Márianosztrán
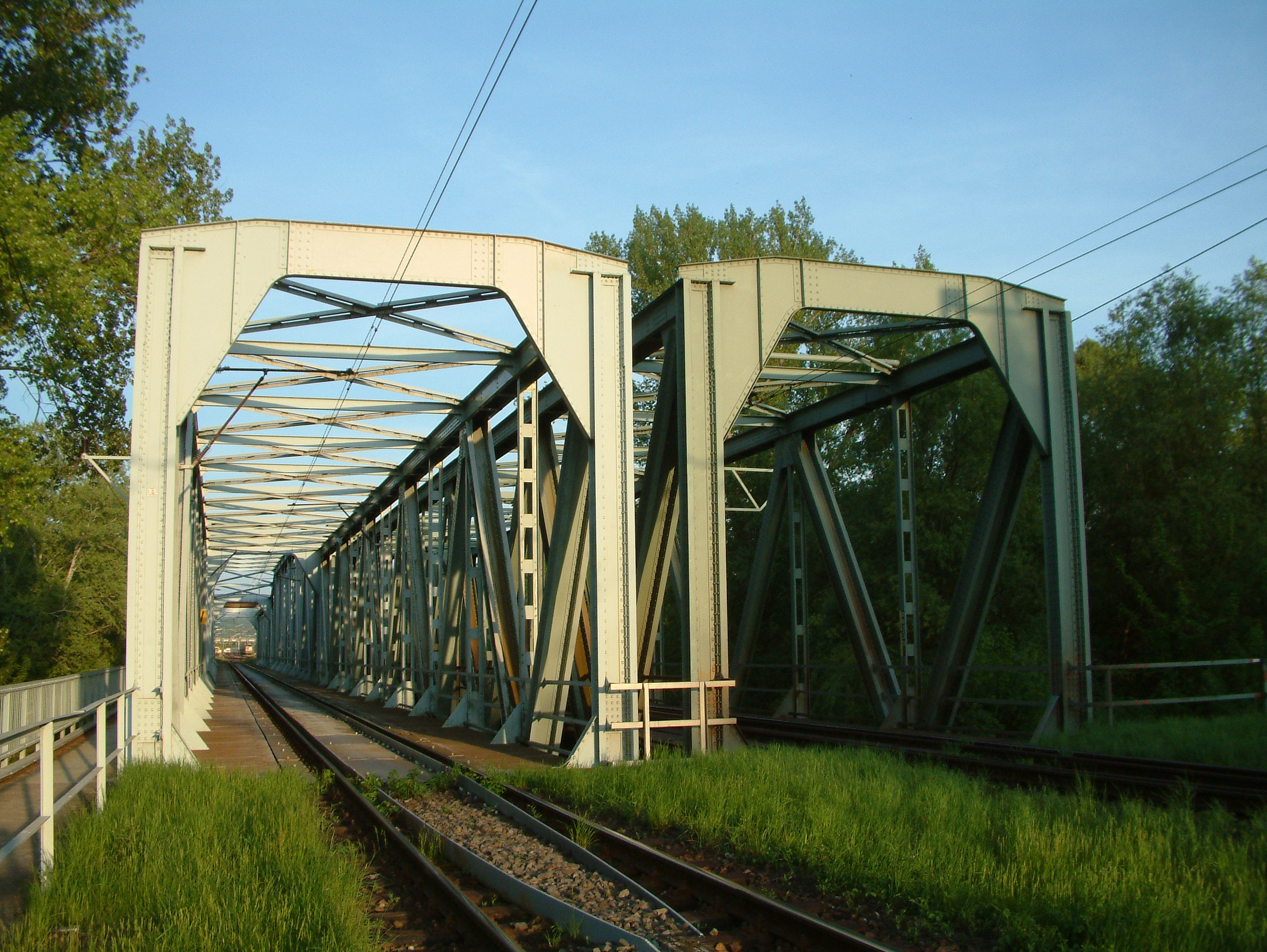
A Sávoly-híd (vasúti híd) nem messze a Duna-Ipoly torkolatától
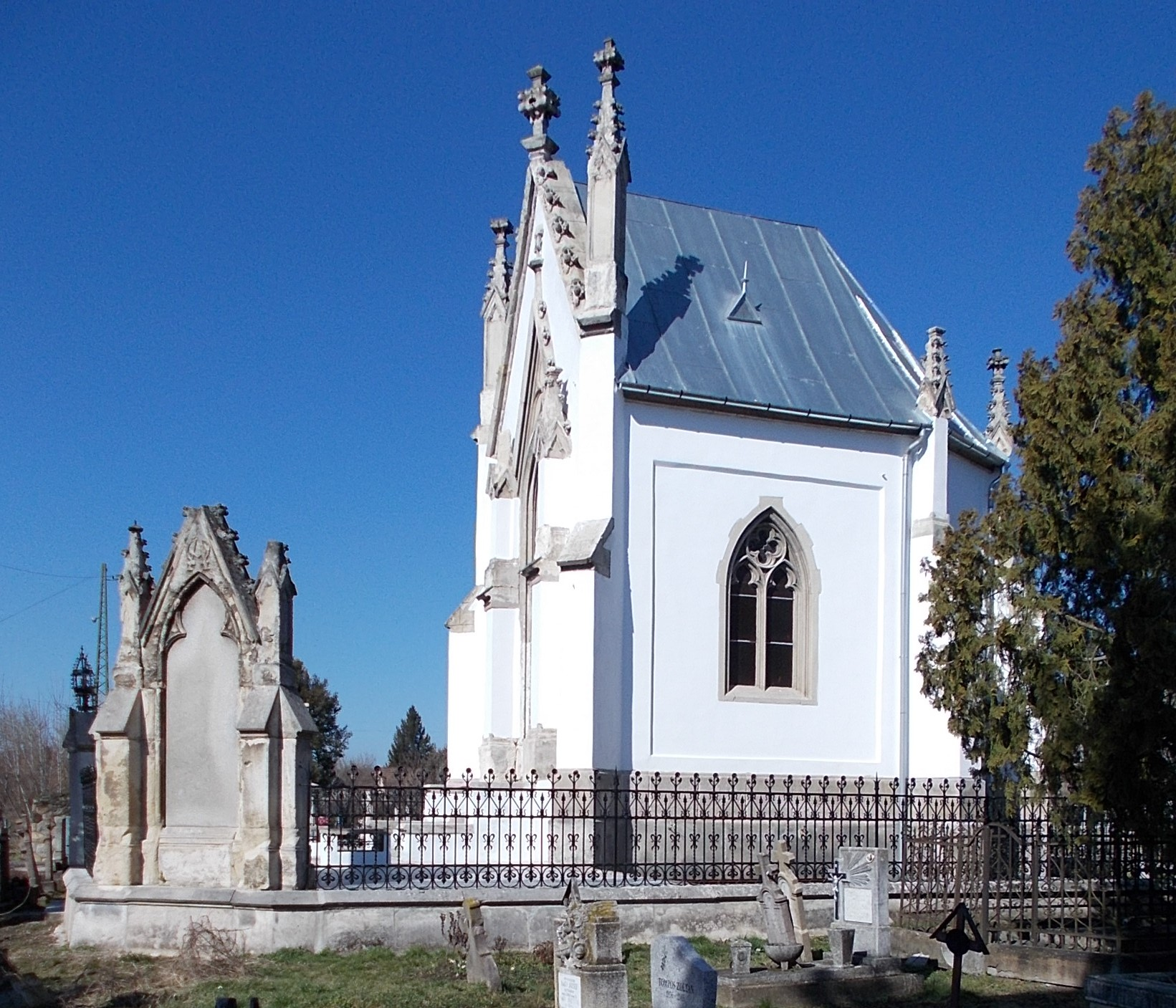
A Luczenbacher-temetőkápolna

## Itt születtek, itt éltek
- Érdy János (1796-1871) jogi doktor, történész és régész, az Érdy-kódex felfedezője itt született.
- Gregersen Guilbrand (1824-1910) építész
- Kodály Frigyes, Kodály Zoltán édesapja itt volt állomásfőnök 1883-1885 között.
- Kuris Lajos kovácsmester, tojáspatkoló világbajnok itt élt a településen.
- Molnár Péter Világ és Európa bajnok kajakozó, olimpikon
- Friewald Ruben író, kultúrpolitikus itt él.
- Hugyecz Péter énekes
- Micsei F. László (1938-2021) festõmûvész, a Szobi Ifjúsági Grafikai Egylet vezetõje[20]